# Nicky Hunt (arquera)
Nicola Jane Hunt (conocida como Nicky Hunt; 29 de enero de 1985) es una deportista británica que compitió en tiro con arco, en la modalidad de arco compuesto. Ganó una medalla de plata en el Campeonato Mundial de Tiro con Arco en Sala de 2009 y dos medallas de bronce en el Campeonato Europeo de Tiro con Arco en Sala de 2008.

## Palmarés internacional
| Campeonato Mundial en Sala | Campeonato Mundial en Sala | Campeonato Mundial en Sala | Campeonato Mundial en Sala |
| Año                        | Lugar                      | Medalla                    | Prueba                     |
| -------------------------- | -------------------------- | -------------------------- | -------------------------- |
| 2009                       | Rzeszów (Polonia)          | Medalla de plata           | Equipo                     |
| Campeonato Europeo en Sala |                            |                            |                            |
| Año                        | Lugar                      | Medalla                    | Prueba                     |
| 2008                       | Turín (Italia)             | Medalla de bronce          | Individual                 |
| 2008                       | Turín (Italia)             | Medalla de bronce          | Equipo                     |